# Max Götze
Max Richard Paul Götze (ur. 13 października 1880 w Toruniu, zm. 29 października 1944 w Berlinie) – niemiecki kolarz torowy, wicemistrz medalista olimpijski oraz srebrny medalista olimpiady.

## Kariera
Pierwszy sukces w karierze Max Götze osiągnął w 1906 roku, kiedy wspólnie ze swym bratem Bruno Götze zdobył srebrny medal w wyścigu tandemów podczas letniej olimpiady w Atenach. Na tej samej imprezie był też piąty w wyścigu na 5 km, a rywalizację w jeździe na czas ukończył na ósmej pozycji. Na rozgrywanych dwa lata później igrzyskach olimpijskich w Londynie wspólnie z Hermannem Martensem, Karlem Neumerem i Richardem Katzerem wywalczył srebrny medal w drużynowym wyścigu na dochodzenie. Na igrzyskach w stolicy Wielkiej Brytanii wystartował także w wyścigu tandemów oraz wyścigu na 5 km, ale w obu przypadkach odpadał we wczesnym etapie rywalizacji. Nigdy nie zdobył medalu na torowych mistrzostwach świata.